# 索布拉杜 (瓦尔隆古)
索布拉杜是葡萄牙波尔图区的一个堂区。总面积19.4平方公里，总人口6682人，人口密度344.4人/平方公里。